# LRT Plius
LRT Plius (antes LTV2 y después LRT Kultūra) es el segundo canal de televisión público lituano, perteneciente a LRT. Emite una programación cultural, cine, documentales y deportes.

## Historia
El canal inició emisiones como LTV2 el 16 de febrero de 2003, aunque solo se sintonizaba en Vilnius y Kaunas. En 2005 las emisiones del canal se extendieron a todo el territorio lituano.
El 1 de diciembre de 2009 el canal cesó sus emisiones analógicas.
El 27 de julio de 2012, el canal cambió su nombre a LRT Kultūra, ya que LRT modificó la imagen corporativa y el nombre de todas las emisoras de radio y canales de televisión.
El 1 de septiembre de 2017 el canal inició emisiones en HD.
El 1 de octubre de 2018 el canal adoptó su denominación actual.
En 2022 se estrenó su actual imagen corporativa.

## Imagen corporativa

2003 - 2012
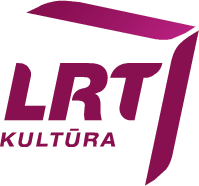
2012 – 2018
2018 – 2022
2022 – actualidad